# Saint-Cierge-la-Serre
Saint-Cierge-la-Serre ist eine französische Gemeinde im Département Ardèche in der Region Auvergne-Rhône-Alpes. Sie gehört zum Arrondissement Privas und zum Kanton Rhône-Eyrieux. Sie grenzt im Norden an Saint-Fortunat-sur-Eyrieux, im Nordosten an Saint-Laurent-sur-Pape, im Osten an Rompon, im Süden an Saint-Julien-en-Saint-Alban und im Westen an Saint-Vincent-de-Durfort.

## Bevölkerungsentwicklung
| Jahr                       | 1962 | 1968 | 1975 | 1982 | 1990 | 1999 | 2005 | 2015 |
| -------------------------- | ---- | ---- | ---- | ---- | ---- | ---- | ---- | ---- |
| Einwohner                  | 270  | 256  | 222  | 186  | 182  | 198  | 225  | 257  |
| Quellen: Cassini und INSEE |      |      |      |      |      |      |      |      |

## Sehenswürdigkeiten

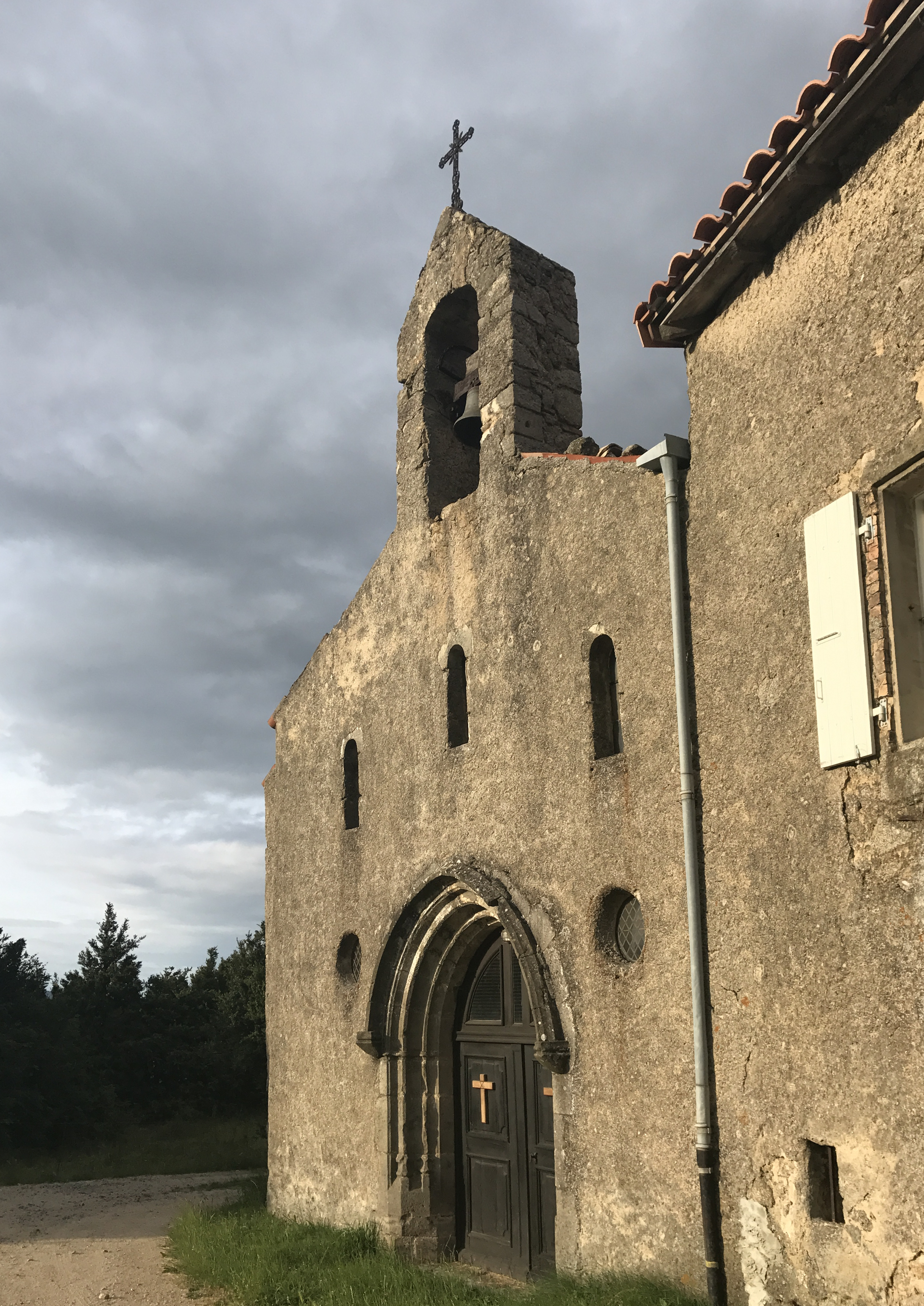
Kirche Saint-Cierge
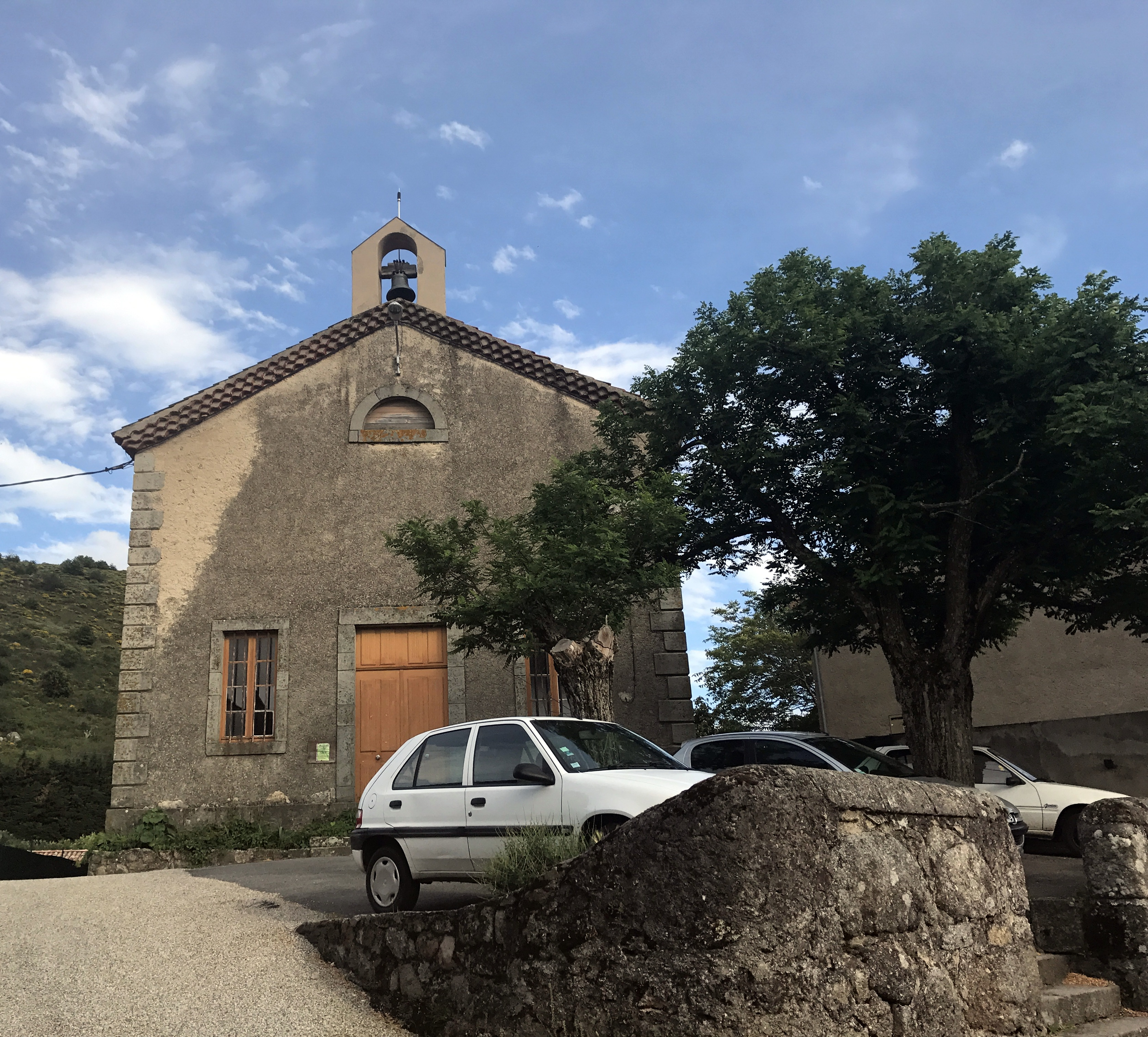
Protestantische Kirche
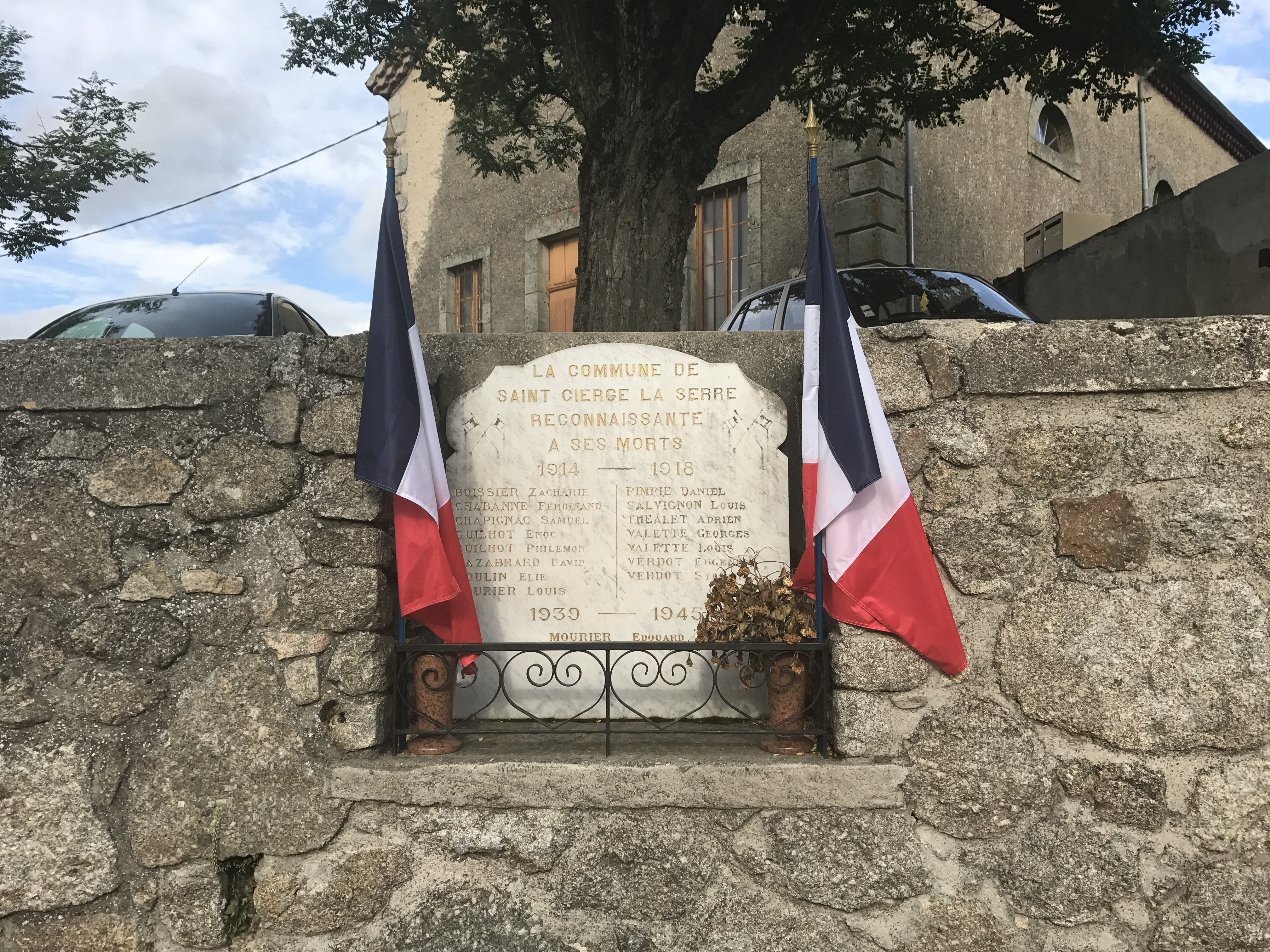
Kriegerdenkmal
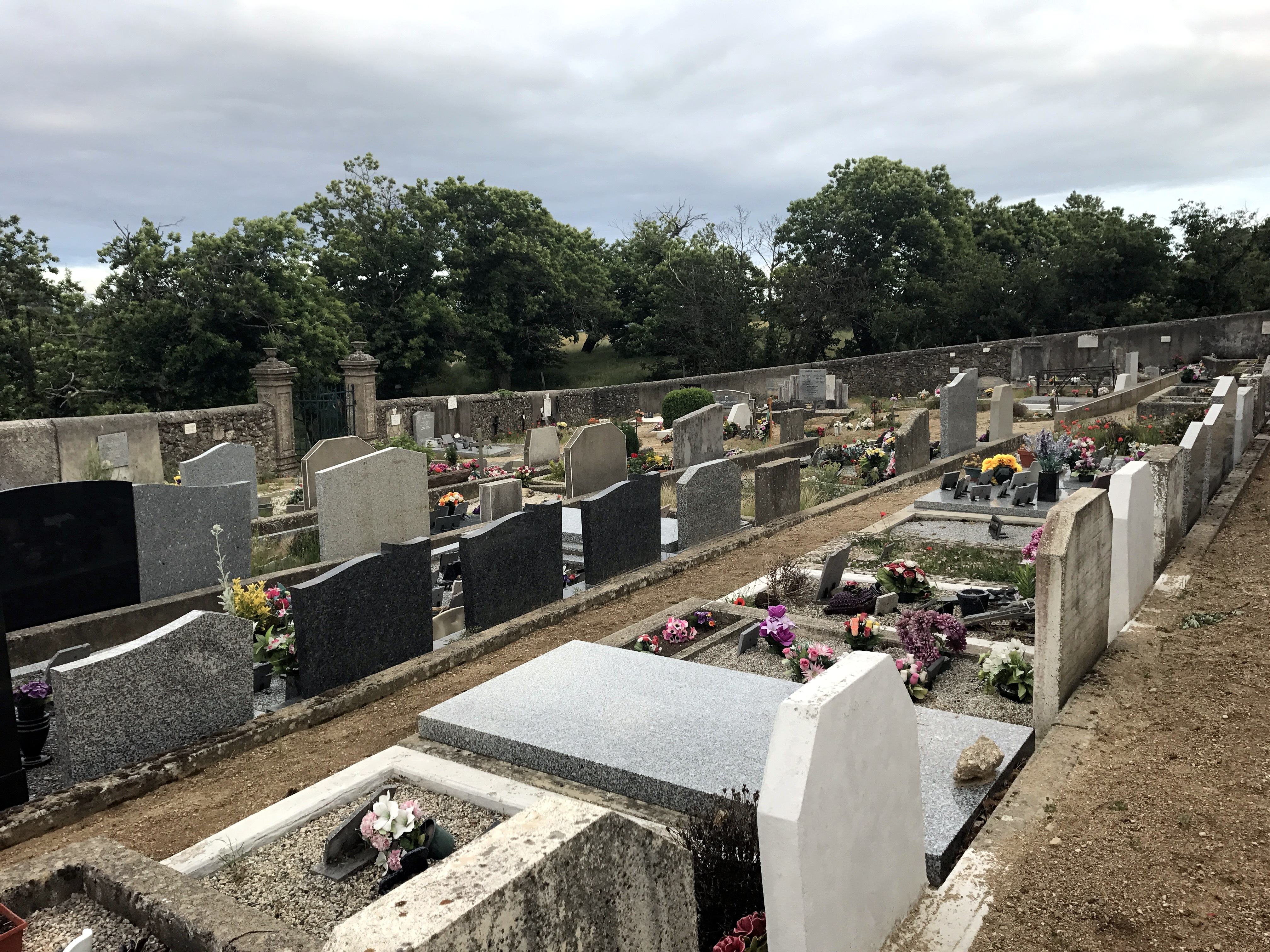
Militärfriedhof

- Kirche Saint-Cierge
- Protestantische Kirche
- Kriegerdenkmal
- Militärfriedhof